# Power星期天
《Power星期天》（英語：Power Sunday）是焦方、施珠勵製作的中華電視公司大型綜藝節目，2008年7月20日開播，首播時間為每週日19：55~22：00。TVBS-G（2009年6月1日改名TVBS歡樂台）在2008年8月7日起每週六20：00~22：00播出該節目（此時段已停播）。該節目的前身是同時段但已停播的中國電視公司綜藝節目《周日八點黨》，這兩個節目都是全能製作公司製作的綜藝節目；但命名來源則承襲自先前華視的兩個週日綜藝節目－《超級星期天》及《快樂星期天》。2012年12月9日起，節目全新改版，新主持人為曾國城和小鐘，而名稱則改為《Power Sunday－綜藝百分百》。
2013年2月3日起，於華視HD頻道正式改以高畫質同步播出。

## 歷屆主持人
- 吳宗憲：2008年7月20日～2011年11月6日
- 吳宗憲、NONO：2011年11月13日～2012年12月2日
- 曾國城、小鐘：2012年12月9日～2013年5月26日

## 節目單元

### 吳宗憲時期

#### 案發現場躲猫猫
拷貝1997年台視藝形帝國躲貓貓單元，沿襲《周日八點黨》的同名單元，於民宅中設置六個疑點及躲藏二名觀眾；參賽藝人若未能全部找出，現場觀眾即可獲得製作單位準備的獎金六萬元。若全部找出，則獲得五千元安慰獎。在《Power星期天》各單元之中，由於只有該單元沿襲《周日八點黨》的同名單元，所以只有該單元的預告片的片尾沿用《周日八點黨》同名單元的logo。
該單元在2010年4月推出「雙線爆走版」，開放家庭與公司行號報名，每次邀請兩位藝人或兩組藝人團體參賽。報名者與製作單位聯手，於報名者所在的場地範圍內佈置13個疑點，另外藏匿一些整人玩具來干擾參賽者，先找到7個疑點的來賓即獲勝。若報名參加單位所押注的隊伍獲勝即可獲得六萬元獎金。
本單元另有藝人與吳宗憲搭檔主持，較常合作的藝人有：NONO、蝴蝶姐姐、郭彥均、林立雯、柯以柔等。
該單元在2010年11月21日播畢後就此停播，直到2012年7月8日才又重新復播。
2012年7月8日重新復播後，標榜為全新一季，規則略有改變，兩組來賓分別會有吳宗憲和NONO兩位主持人作為協助，但兩位主持人不會參與尋找疑點，只能偶而在旁協助，看情況給予一些關鍵字或關鍵句作為兩組來賓的提示。全部更有12個疑點，而每個疑點都有各自對應破案獎金，在在規定時間內，累積破案獎金較高者為優勝（超過 NT$30,000 者，因為獎金超過總和的一半，可以提早宣布獲勝)，而優勝者可以將該集所破案獲得的獎金給帶走。
以下是歷屆參賽者是否有找齊一覽表。 （以下資料以本節目重新計算）

##### 2008年
| 比賽回合 | 節目播出日期   | 參賽藝人       | 是否有找齊 |
| 01       | 2008年7月20日  | 潘瑋柏         | 未找齊     |
| 02       | 2008年7月27日  | 范瑋琪、黃鴻升 | 有找齊     |
| 03       | 2008年8月3日   | 蕭亞軒         | 有找齊     |
| 04       | 2008年8月10日  | 蕭敬騰         | 有找齊     |
| 05       | 2008年8月24日  | 朱安禹、梁又琳 | 未找齊     |
| 06       | 2008年8月31日  | 阿雅、李玖哲   | 有找齊     |
| 07       | 2008年9月7日   | 潘瑋柏、曾之喬 | 未找齊     |
| 08       | 2008年9月21日  | 楊丞琳、陳妍希 | 有找齊     |
| 09       | 2008年9月28日  | 陳奕迅         | 未找齊     |
| 10       | 2008年10月5日  | S.H.E          | 有找齊     |
| 11       | 2008年10月12日 | 賴銘偉、黃美珍 | 未找齊     |
| 12       | 2008年10月19日 | 吳克群、蔣怡   | 有找齊     |
| 13       | 2008年11月2日  | Lollipop棒棒堂 | 有找齊     |
| 14       | 2008年11月9日  | 王麗雅、王尹平 | 未找齊     |
| 15       | 2008年11月16日 | 阮經天、Energy | 未找齊     |
| 16       | 2008年11月23日 | 五月天         | 有找齊     |
| 17       | 2008年12月21日 | 羅志祥         | 有找齊     |
| 18       | 2008年12月28日 | 楊丞琳、阿雅   | 有找齊     |

##### 2009年
| 比賽回合 | 節目播出日期   | 參賽藝人             | 是否有找齊 |
| 19       | 2009年1月4日   | 卓文萱、MC Hot Dog   | 有找齊     |
| 20       | 2009年1月11日  | 郭品超、陳庭妮       | 未找齊     |
| 21       | 2009年1月18日  | 飛輪海               | 有找齊     |
| 22       | 2009年4月5日   | 梁詠琪               | 有找齊     |
| 23       | 2009年4月12日  | 蔡依林               | 未找齊     |
| 24       | 2009年4月19日  | 任賢齊               | 有找齊     |
| 25       | 2009年4月26日  | 明道、蔣怡           | 有找齊     |
| 26       | 2009年5月3日   | 郭書瑤               | 有找齊     |
| 27       | 2009年5月10日  | 趙正平、梁赫群       | 有找齊     |
| 28       | 2009年5月17日  | 隋棠、童怡禎         | 有找齊     |
| 29       | 2009年5月24日  | 郭靜、Makiyo         | 未找齊     |
| 30       | 2009年5月31日  | 潘瑋柏               | 未找齊     |
| 31       | 2009年6月7日   | 郭采潔、張棟樑       | 有找齊     |
| 32       | 2009年6月14日  | 六月、趙虹喬         | 有找齊     |
| 33       | 2009年6月21日  | 趙又廷、隋棠、鄒承恩 | 有找齊     |
| 34       | 2009年6月28日  | 許志安、許慧欣       | 有找齊     |
| 35       | 2009年7月5日   | 白歆惠、花花、陳妍汝 | 未找齊     |
| 36       | 2009年7月12日  | 范瑋琪、黃雅莉       | 未找齊     |
| 37       | 2009年7月19日  | 蕭敬騰               | 未找齊     |
| 38       | 2009年7月26日  | 林依晨               | 有找齊     |
| 39       | 2009年8月2日   | 梁文音、黃騰浩       | 有找齊     |
| 40       | 2009年8月9日   | 李玟                 | 有找齊     |
| 41       | 2009年8月23日  | 浩角翔起             | 未找齊     |
| 42       | 2009年8月30日  | 郭書瑤               | 未找齊     |
| 43       | 2009年9月6日   | 蕭敬騰               | 未找齊     |
| 44       | 2009年9月13日  | 范瑋琪、黃鴻升       | 未找齊     |
| 45       | 2009年9月20日  | 花花、童怡禎         | 有找齊     |
| 46       | 2009年9月27日  | 鄭元暢               | 有找齊     |
| 47       | 2009年10月4日  | 賀軍翔、蔡卓妍       | 未找齊     |
| 48       | 2009年10月11日 | 范植偉、林健輝       | 有找齊     |
| 49       | 2009年10月18日 | 蕭亞軒               | 有找齊     |
| 50       | 2009年10月25日 | 林立雯、莎莎         | 未找齊     |
| 51       | 2009年11月1日  | 藍鈞天、高以翔       | 未找齊     |
| 52       | 2009年11月8日  | 潘瑋柏、許慧欣       | 有找齊     |
| 53       | 2009年11月15日 | 梁文音、林宥嘉       | 有找齊     |
| 54       | 2009年11月22日 | 潘裕文、蝴蝶姐姐     | 未找齊     |
| 55       | 2009年11月29日 | 花花、林葦茹         | 有找齊     |
| 56       | 2009年12月6日  | 蕭敬騰               | 未找齊     |
| 57       | 2009年12月13日 | 王心凌、高以翔       | 有找齊     |
| 58       | 2009年12月20日 | 林俊傑、梁文音       | 有找齊     |
| 59       | 2009年12月27日 | 劉畊宏、王婉霏       | 有找齊     |

##### 2010年
| 比賽回合 | 節目播出日期   | 參賽藝人                              | 是否有找齊 (比數)          | 備註                                                               |
| 60       | 2010年1月3日   | 楊丞琳、黃靖倫                        | 有找齊                     |                                                                    |
| 61       | 2010年1月10日  | 阮經天、鳳小岳                        | 有找齊                     |                                                                    |
| 62       | 2010年1月17日  | 安以軒、小小彬                        | 未找齊                     |                                                                    |
| 63       | 2010年1月24日  | 羅志祥                                | 有找齊                     |                                                                    |
| 64       | 2010年1月31日  | 趙又廷、柯佳嬿                        | 未找齊                     |                                                                    |
| 65       | 2010年2月7日   | 大嘴巴                                | 未找齊                     |                                                                    |
| 66       | 2010年2月21日  | Lollipop棒棒堂                        | 有找齊                     |                                                                    |
| 67       | 2010年2月28日  | 許瑋甯、隋棠                          | 有找齊                     |                                                                    |
| 68       | 2010年3月7日   | 飛兒、張棟樑                          | 有找齊                     |                                                                    |
| 69       | 2010年3月14日  | 黃湘怡、溫昇豪                        | 未找齊                     |                                                                    |
| 70       | 2010年3月21日  | 陳怡蓉、宥勝                          | 未找齊                     |                                                                    |
| 71       | 2010年3月28日  | 范逸臣、立威廉                        | 有找齊                     |                                                                    |
| 72       | 2010年4月4日   | 田中千繪、陳楚河、賴雅妍              | 有找齊                     |                                                                    |
| 73       | 2010年4月11日  | 陳慧琳                                | 有找齊                     |                                                                    |
| 74       | 2010年4月18日  | 劉若英、房祖名                        | 平手(6:6) 但判定房祖名獲勝 | 本集開始採兩組比賽制(雙線爆走版)，12個疑點首先找到7個即獲勝        |
| 75       | 2010年4月25日  | 王仁甫、季芹                          | 王仁甫(7:6)                | 本集改為13個疑點找到7個即獲勝                                      |
| 76       | 2010年5月2日   | 陳怡蓉、郭彥甫、AK                    | 陳怡蓉、AK(7:6)            |                                                                    |
| 77       | 2010年5月9日   | 賀軍翔、柴智屏                        | 柴智屏(7:6)                |                                                                    |
| 78       | 2010年5月16日  | 康康、彭晏                            | 康康(7:6)                  |                                                                    |
| 79       | 2010年5月23日  | 謝金燕、孫淑媚、郭靜                  | 謝金燕、孫淑媚(7:6)        |                                                                    |
| 80       | 2010年5月30日  | 周湯豪、黃靖倫、郭采潔                | 周湯豪、黃靖倫(7:6)        |                                                                    |
| 81       | 2010年6月6日   | 何潤東、林嘉綺                        | 何潤東(7:6)                |                                                                    |
| 82       | 2010年6月13日  | 愛紗、懷秋、神木與瞳                  | 神木與瞳(7:6)              |                                                                    |
| 83       | 2010年6月20日  | 李李仁、張鳳書                        | 李李仁(7:6)                |                                                                    |
| 84       | 2010年7月11日  | 蕭敬騰、阿沁、飛兒                    | 阿沁、飛兒(7:6)            |                                                                    |
| 85       | 2010年8月8日   | 郭采潔、張兆志、鍾欣凌                | 郭采潔(7:6)                |                                                                    |
| 86       | 2010年9月5日   | 潘瑋柏、張榕容、楊祐寧、郭碧婷        | 楊祐寧、郭碧婷(7:6)        |                                                                    |
| 87       | 2010年9月12日  | 林依晨                                | 蝴蝶姐姐、郭彥均(7:6)      | 本集由主持人(蝴蝶姐姐、郭彥均)與來賓及另一主持人林立雯一組進行比賽 |
| 88       | 2010年10月17日 | 蕭亞軒、鄭元暢                        | 蕭亞軒(7:6)                |                                                                    |
| 89       | 2010年10月24日 | 謝金燕、郭鑫、郭彥甫                  | 郭鑫、郭彥甫(7:6)          |                                                                    |
| 90       | 2010年11月21日 | 飛輪海 (辰亦儒、汪東城、吳尊、炎亞綸) | 辰亦儒、汪東城(7:6)        | 飛輪海拆成兩組人馬進行比賽                                         |

##### 2012年
| 比賽回合 | 播出日期       | 參賽藝人               | 獲勝者 是否找齊 | 比數與備註                                                                        |
| 91       | 2012年7月8日   | 翁滋蔓、Akemi、王尹平  | Akemi、王尹平   | NT32500:NT27500。疑點共計12項，每項並有其金額顯示，找到的疑點累積金額較高者獲勝。 |
| 92       | 2012年7月15日  | 黃少祺、周采詩         | 有找齊          | 本集採與2010年上半年內容與規則相同(共7個疑點與3個人)                              |
| 93       | 2012年7月22日  | 巫啟賢、丁噹           | 丁噹            | NT32500:NT27500                                                                   |
| 94       | 2012年7月29日  | 王識賢、陳思璇、殷琦   | 陳思璇、殷琦    | NT34500:NT25500                                                                   |
| 95       | 2012年8月5日   | 鍾鎮濤、陳德烈、小喬   | 鍾鎮濤          | NT33500:NT26500                                                                   |
| 96       | 2012年8月12日  | 林韋君、趙駿亞、林若亞 | 林韋君、趙駿亞  | NT32500:NT27500                                                                   |
| 97       | 2012年8月19日  | 郭采潔、汪東城         | 汪東城          | NT36500:NT26500                                                                   |
| 98       | 2012年8月26日  | 潘瑋柏、梁詠琪         | 梁詠琪          | NT34700:NT26100                                                                   |
| 99       | 2012年9月2日   | 吳克羣、郭書瑤         | 吳克羣          | NT34600:NT25400                                                                   |
| 100      | 2012年9月9日   | 黃仲崑、劉香慈         | 黃仲崑          | NT37600:NT22400                                                                   |
| 101      | 2012年9月16日  | 林又立、翁立友         | 林又立          | NT32200:NT27800                                                                   |
| 102      | 2012年9月23日  | 張秀卿、羅時豐         | 羅時豐          | NT35100:NT24900                                                                   |
| 103      | 2012年9月30日  | 信、張芸京             | 信              | NT34200:NT25800                                                                   |
| 104      | 2012年10月7日  | 高凌風、康康           | 康康            | NT31600:NT28400                                                                   |
| 105      | 2012年10月14日 | 小鐘、炎亞綸           | 炎亞綸          | NT32000:NT28000                                                                   |
| 106      | 2012年10月21日 | 張韶涵、黃志瑋、李懿   | 黃志瑋、李懿    | NT32400:NT27600                                                                   |
| 107      | 2012年10月28日 | 任賢齊、黃品源         | 任賢齊          | NT34200:NT25800                                                                   |
| 108      | 2012年11月4日  | 梁心頤、王仁甫         | 梁心頤          | NT30500:NT29500                                                                   |
| 109      | 2012年11月11日 | 蝴蝶姐姐、王尹平       | 蝴蝶姐姐        | NT30700:NT23700                                                                   |
| 110      | 2012年11月18日 | 劉至翰、曾少宗、陳怡嘉 | 曾少宗、陳怡嘉  | NT30200:NT29800                                                                   |
| 111      | 2012年11月25日 | 王心凌、阿沁           | 王心凌          | NT39000:NT21000                                                                   |
| 112      | 2012年12月2日  | 陳思璇、蔣偉文         | 陳思璇          | NT36600:NT23400                                                                   |

##### 屁股電電樂 獎金加碼賽
這是新版案發現場躲猫猫後的加碼賽，這是為地主職員而設的。五位職員內有五次機會搶答，全對就可以拿走 NT$10,000。 答錯，另一位職員就要接受電椅電臀部的懲罰，而第一題答錯的職員會變成坐電椅的人，直到下一條題目都答對，或被電為止。

#### 記憶比一比
於2012年4月1日推出的新單元。每次有8個以上動作表演題，4位藝人需合作將所有動作表演完成。

#### Power猜歌王
這跟香港《超級無敵獎門人》的《超級無敵估歌仔》類似，於2012年4月22日推出的新單元。由出題者用唸歌詞的方式(有時是用歌詞與原曲不同的方式來詮釋)，或是將三到四首歌曲組合，讓來賓來猜歌名。出題者包括新移民、外國留學生、朗讀比賽得獎學生、前主播或配音員等。

#### Power狀況劇
仿過去華視綜藝節目《鑽石舞台》的著名單元〈鑽石狀況劇〉而來。狀況劇共分三段：不能說出或做出頭上牌子所指定的指令、表演過程中不可以笑場、表演過程中不能說出「你、我、他」三字中任何一字。違反者，則將接受各種恐怖懲罰，包含用「愛的小手」打屁屁、類似薄鐵片高空轟頂或是遭到其他藝人持紙扇狀道具一陣狂打。
| 播出日期       | 主題                   | 演員陣容                                                                               | 備註               |
| -------------- | ---------------------- | -------------------------------------------------------------------------------------- | ------------------ |
| 2011年11月6日  | 包青天                 | 包偉銘、許效舜、曾國城、楊繡惠、馮媛甄、徐小可、馬國賢、丫子、郭彥均、蝴蝶姐姐、小甜甜 | 華視40週年特別節目 |
| 2011年11月20日 | 賽德克巴萊婚禮篇       | 瑤瑤、沈玉琳、夏克立、許傑輝、民雄、鍾欣怡、謝麗金、丫子                               |                    |
| 2011年12月4日  | 那些年我們一起追的女孩 | 陳志強、楊青倩、Vicky、小call、郭鑫、白雲、黃鐙輝、小甜甜                              |                    |
| 2011年12月18日 | 大長驚                 | 唐從聖、張克帆、宋新妮、白白、邵庭、許傑輝                                             |                    |
| 2012年1月1日   | 艋假                   | 陳為民、況明潔、許傑輝、黃鐙輝、小call、馬國賢                                         |                    |
| 2012年1月22日  | 西遊記                 | 張善為、馬國賢、王尹平、張克帆、陳志強、小蠻、曾國城、況明潔                           | 新春特別節目       |
| 2012年1月29日  | 狗蛋大兵               | 包偉銘、九孔、趙芸、Vicky、白雲、郭彥均                                                |                    |
| 2012年2月26日  | 潘金蓮                 | 張兆志、九孔、徐至琦、郭彥甫、白雲、丫子                                               |                    |
| 2012年4月8日   | 倩女幽魂               | 瑤瑤、黃鐙輝、況明潔、都拉斯、周明璟、Vicky                                            |                    |
| 2012年4月15日  | 無間道                 | 包偉銘、沈玉琳、夏克立、楊繡惠、郭彥均、張棋惠、劉伊心、小甜甜                         |                    |
| 2012年5月13日  | 唐伯虎點秋香           | 陳為民、高山峰、僅雯、王俐人、小優、都拉斯                                             |                    |
| 2012年5月20日  | 星星知我心             | 李妍瑾、小馬、陳為民、黃鐙輝、劉雨柔、小甜甜                                           |                    |
| 2012年5月27日  | 梁山伯與祝英台         | 瑤瑤、秦偉、黃鐙輝、張棋惠、Vicky                                                      |                    |
| 2012年6月3日   | 乾隆下江南             | 黃鐙輝、阿布、楊繡惠、柯以柔、薇如、張克帆                                             |                    |
| 2012年6月10日  | 花木蘭                 | 潘若迪、阿Ben、錢君仲、小優、劉雨柔                                                    |                    |
| 2012年6月17日  | 葉問                   | 李妍瑾、張兆志、范時軒、郭鑫、沈玉琳、小call、高山峰                                   |                    |
| 2012年6月24日  | 荊軻刺秦王             | 花生哥哥、許聖梅、劉雨柔、邵庭、林韋君、陳為民、陳德烈                                 |                    |
| 2012年8月12日  | 白蛇傳                 | 郭彥均、馬國畢、洪棠、包偉銘、僅雯、邵庭                                               |                    |
| 2012年8月19日  | 笑傲江湖               | 白雲、丫頭、小薰、子庭、楊子儀、郭人豪                                                 |                    |
| 2012年8月26日  | 遊龍戲鳳               | 張棋惠、宋少卿、瑤瑤、馬國賢、沈玉琳                                                   |                    |

註：部份主題名稱取其諧音

#### Power故事王
2012年7月1日推出的新單元。來賓要以"說鬼故事"來比賽，評審是盛竹如，決定可否過關。

#### Power撲克密碼
四位藝人為一組，每人一張撲克牌，僅知道另三人的數字，密碼即是四人的數字總合。四人輪流叫號一至三個數字，叫中密碼者，即使叫破表（比密碼大），都跌落至海綿泡區。

#### 電流007
2012年10月14日首播。這是根據《財神斗地主》裡撲克牌的《射龍門》環節（又稱《鬥大小》或《大小押》）。主持人會先出一張底牌，然後來賓會坐在電椅，要押下一張牌是比底牌大或小。答錯會被電臀部。

#### 家庭3重唱
主持人每次都會選一首歌曲，來賓需按照主持人的重唱方式來完成考驗，主持人給予最高成績即為冠軍。本單元僅開播時之首集播出。

#### 霸王硬上功
類似香港無綫電視綜藝節目《鐵甲無敵獎門人》，猜題者需被提示者踩在膝蓋上，猜題者依提示者所作出的提示猜出答案，當提示者或答題者倒下或時間到就結束遊戲，猜對最多題者即為冠軍。

#### 生日快樂
當主持人說出「祝你生日快樂」時，來賓需吹熄生日蛋糕上的蠟燭，吹熄最多蠟燭者即可獲得紅包。若為家族時與上列規則差不多，吹熄之蠟燭最多之家族即為冠軍，並獲得紅包。本單元僅開播之首集播出。

#### 我的腳指會轉彎
於2008年8月3日推出的單元。來賓需抱著另一個人，並獨自將雙腳上的絲襪脫下，總完成時間較短的隊伍獲勝。

#### 有聽沒有懂
於2008年8月3日推出的單元。由不諳國語的年長者或外國人戴上耳機，同時哼唱出耳機中的歌曲，讓來賓來猜是哪一首歌。猜對的，該組來賓得一分；猜錯的，繼續讓演唱者唱題目。

#### 對不起HIGH到你
於2008年9月21日推出的全新單元。來賓站在2.8公尺的Power高台上，需正確回答主持人所出之問題，答錯者將從高台上掉落泡綿池中。題目有以下四种类型：
1. 娛樂和八卦新聞问题：为选择题，共有五个选项，其中有四个是正确的，一个是错误的，四名参赛者需在30秒之内说出四个正确的选项；
2. 成语题：四名参赛者需在90秒之内猜出10个成语；
3. 时钟镜像题：参赛者需要看时钟的镜像说出正确的时间；
4. 数字题：有一些不同颜色的数字，其中有些会移动，参赛者需要回答关于这些数字的问题，比如“蓝色数字的总和乘以不会移动的数字的总和等于多少？”。

第一關的暖身題為個人答錯自己受罰，第二關的進階題為一人答錯全組處罰，很難有來賓能倖免於難，是目前幾乎每集均有播出的主力單元。
2009年8月7日至2009年10月16日每週五22:00－24:00，華視播映由該單元彙集而成的獨立節目《對不起HIGH到你》，接替2009年4月10日開播、2009年7月24日停播的同時段綜藝節目《這就叫做「愛」》。
20090726 Liz、Hanna、殷琦

#### Power電力公司
於2008年10月26日推出的全新單元。通常會介紹某樣奇特價值高昂的事物，3種價格給4位坐電椅的來賓猜，猜錯受電椅處罰；也有是4組共8人，每組2人，猜中的那組座位就會升等（給沙發坐），猜錯處罰。2009年3月1日起轉型為真心話大冒險及藝人八卦單元，要求四位來賓寫出相同或不能重複之答案，若不符題目規定時則全體受電椅處罰。

#### Power燒滾滾
於2009年1月11日推出的全新單元。首次播出以介紹兩種超豪華火鍋為主，2月1日播出第二集時轉型為美食PK賽，邀請師傅和藝人組隊來到現場，分為兩隊進行三回合的比賽，依序為師傅刀功競賽、藝人限時料理競賽、師傅與藝人合作之團體戰。
20090201 蒋怡
20090208 林若亞
20090215 王尹平，張安琪， Makiyo，Akemi

#### Power運動會
於2009年2月22日推出，是邀請藝人組隊參與競賽的全新遊戲單元。依序曾推出過：舞蹈對抗、我是泰山、Power大排球、床上功夫大作戰、鍋碗瓢盆誰打我、糖糖向前衝、拉力籃球、天外飛來一蓋等遊戲。

#### 比一比HIGH到你
於2009年3月8日推出的全新單元。結合《超級星期天》的「超級比一比」及本節目的「對不起HIGH到你」單元，題目較以前的「超級比一比」更為複雜且有趣，每題會有六位藝人比劃挑戰，除了首位出題者及末位答題者，中間四位之答案若與題目不同時，則需掉下Power高台接受處罰。

#### Power童樂會
於2009年3月22日推出的全新單元。邀請小朋友到現場講笑話、表演才藝，評審評定過關者可獲製作單位提供之玩具獎勵。

#### Power水男孩
於2009年3月29日推出的全新單元。每集邀集四位花樣美型男，以男扮女裝的方式參賽，並加上才藝表演，由三位評審選出冠軍。有時也會邀請男性藝人一同參賽。

#### Power大偵探
於2009年5月10日推出的全新單元，節目中猜出誰是水男孩。
2012年11月11日推出全新版本。本單元為請藝人找出場景內容與原本內容有何不同

#### Power達人秀
於2009年5月31日推出的全新單元，請到各行名人來節目中秀才藝。

#### 終極密碼HIGH到你
於2009年5月31日推出的全新單元，挑戰自由落體的膽量。
每集八位來賓參賽，分成數輪賽程。每輪四人參賽，主持人與該輪沒參賽的來賓共同決定一個二位數的數字作為該輪的「終極密碼」，公布在主持人桌上的二位數LED顯示器。四位來賓依序輪流猜數字，範圍為1至99。每猜錯一個數字，下一位來賓猜數字的範圍就會縮減；例如，「終極密碼」是86，從1至99開始猜，第一位來賓猜的數字是45，則第二位來賓猜數字的範圍是45至99。猜到「終極密碼」者就是該輪的唯一輸家，輸家腳下的地板會朝下開啟，然後輸家墜落在地板下的泡棉正方體堆上。

#### 吹牛大王HIGH到你
於2009年6月21日推出的全新單元

#### Power舞林大會
於2009年7月5日推出的全新單元，播出上海文广新闻传媒集团真人秀节目《舞林大会》第一期。

#### Power克漏字
沿襲《周日八點黨》的同類單元，來賓分隊挑戰填歌詞、專有名詞與成語填空，落敗的隊伍將被送進「恐怖電話亭」內接受「殘酷懲罰」。

#### 真心畫大冒險
每集有5人参赛，一个人花30秒的时间画出一个指定的题目，另外四名参赛者需要猜出画的是什么。如果猜错，就会被喷干冰。

#### 全員正解HIGH到你
每集8个人参赛，分成两队，每队4人。主持人出一个成语，参赛者需要根据成语的意思猜出该成语，并将该成语的四个字分别写在四块写字板上，一个人写一个字。哪个参赛者写错，哪个人就会掉落泡棉池中。

#### 歌詞填一填
於2010年6月20日推出的新單元。每集共有4人參賽，參賽者將歌詞中的空格填上歌詞，答案寫在自己桌前的手寫板上。參賽者作答時，會搭配電子琴伴奏；電子琴伴奏結束，參賽者停止作答，主持人請小學生8人合組的「Power合唱團」把歌詞整段唱一遍，但不唱空格處。參賽者依序接唱空格處，並將手寫板朝向前方，答對者會聽到鈴聲響起，答錯者會被噴乾冰。全員正解可得新台幣一萬元。
2010年9月5日起，懲罰改為"HIGH到你"的方式。來賓站在2.8公尺的Power高台上，寫出空格的正確歌詞，即可過關。只要空格寫錯，答錯者將從高台上掉落泡綿池中。
2010年10月3日起，首度加入大來賓，和Power合唱團一起出題。單元結束前，還有大來賓挑戰"HIGH到你"。

#### 明星像不像
於2010年6月27日推出的新單元。每集八位來賓參賽，藝人分為A組和B組進行數輪賽程，每輪四人參賽。兩位「外景特搜員」會在台北市街頭尋找3位素人明星臉進棚錄影。A組和B組可以選擇挑戰哪一位特搜員進行全員正解。每個素人進場前，主持人與特搜員會讓藝人看電視牆上的「品頭論足九宮格」，九宮格內容為以九個不同角度拍攝的素人臉部照片；藝人要猜九宮格上的素人像誰，並將答案寫在手寫板上。全員正解可得新台幣一萬元，答錯者要被噴乾冰。

#### 常識了不了
於2010年7月11日推出的新單元。每集8个人参赛，分成两队，每队4人。主持人出一个常识性问题，为四个字的填空题，参赛者需要将这四个字分别写在四块写字板上，一个人写一个字，全部正确即可过关。

#### 接龍行不行
於2010年11月7日推出的新單元。每集9个人参赛，主持人事先用6种蔬菜或水果榨成“恐怖果汁”。参赛者轮流报数，但不能说出含有数字7的数以及7的倍数，而要用拍手代替。报数错误的人就会被罚喝“恐怖果汁”。

#### 可能不可能
於2010年11月14日推出的新單元。來賓輪流上場挑戰不同任務，其他來賓猜挑戰者是否能達成該任務。認為能達成該任務者聚集站在「可能」處，認為不能達成該任務者聚集站在「不可能」處。猜者都選定站在何處以後，主持人請挑戰者擺姿勢給攝影棚內三台攝影機「三連拍」。「三連拍」順序為從1號攝影機到3號攝影機，每台攝影機各拍一個姿勢。「三連拍」完畢，挑戰者開始挑戰。結果揭曉後，猜錯者會被噴乾冰。

#### 寶貝當家
2011年1月，《Power星期天》製作團隊遠赴南京找來曾在江蘇衛視節目《我愛飯米粒》爆紅的女童丁莎莎合作的單元，於2011年3月6日首播。

#### 限時脫逃HIGH到你
於2011年3月20日推出的新單元。每集八位來賓參賽，藝人分為A組和B組進行數輪賽程，每輪四位藝人參賽。這四位藝人要站在高台上回答主持人的題目。限時360秒內答完15題；若時間到未達到標準，全體掉落泡棉池中。
2011年3月27日改為限時300秒內答完20題。若時間到未達到標準，全體進入「死亡二選一」，各自回答主持人提問的一題「二選一」的選擇題；若在「死亡二選一」中答錯，答錯者掉落泡棉池中。

#### 明星兔仔隊
於2011年3月27日推出的新單元。此單元以狗仔隊跟蹤大明星的方式娛樂觀眾，但跟蹤的對象都是素人明星臉。

#### BINGO BINGO HIGH到你
於2011年4月3日推出的新單元。每集八位來賓參賽進行數輪賽程，每輪四位藝人進行遊戲。開始前，主持人會在25宮格內開出一些號碼。開完號碼則開始遊戲。4位藝人依序喊出號碼，只要有人BINGO，那個人就要遭受電椅的懲罰。

#### 明星歌唱擂台賽
於2011年5月1日推出的新單元，是開放藝人參加的歌唱競賽，每集開放4位藝人參賽，優勝者將成為「Power金嗓獎」得獎人。

#### Power正音班
於2011年5月8日推出的新單元。每集從周明璟等曾任新聞主播的藝人之中邀請一人擔任「正音老師」，「正音老師」宣讀一段中文或英文繞口令，或宣唱一段混有国语的闽南语歌曲作為題目，參賽者輪流坐在電椅上挑戰宣讀該段繞口令或宣唱该段歌曲。參賽者正確宣讀或宣唱，即算過關；參賽者只要讀錯任何一個字，電椅就會通電使參賽者觸電。

#### 憲在你要吃什麼
於2011年7月17日推出的新單元，風格與前身《周日八點黨》的單元〈食字路口〉相似。這是根據《嘻遊記》的夜市 PK 賽，《你想吃什麼？》比賽規矩改編。 可是， 比賽不是以進食每種食物/喝每種飲品的速度來比分，在那個夜市的飲食餐單，兩隊三人隊伍 （主持人在內）雖然有分別，但製作單位有一道特定美食 （例：桃園豆花），如果路人選擇的食物是那一道美食，即可贏取 NT$10,000。而炸彈的部分是在對方的餐單上設置炸彈，如果路人點到炸彈食物，就必須通過考驗 （很多是跟路人進行遊戲比賽），才能吃到該食物。還有，跟《嘻遊記》不同的是，即使找到賣特定美食的店鋪，也不可以用提示，擾亂路人的決定。
| 播出日期       | 憲憲隊(10勝)       | NONO隊(13勝)               |
| 2011年7月17日  | 江宏恩、張鳳書(勝) | 殷琦、Akemi                |
| 2011年7月24日  | 大嘴巴(勝)         | 吳建豪                     |
| 2011年7月31日  | 林若亞             | 孫耀威(勝)                 |
| 2011年8月7日   | 郭靜               | 信(勝)                     |
| 2011年8月14日  | 林又立、王思平(勝) | 黃品源                     |
| 2011年8月21日  | 李晟、張睿(勝)     | 邱心志、潘傑明             |
| 2011年8月28日  | 柯杰夫、陳思璇     | 王尹平、夏如芝(勝)         |
| 2011年9月4日   | 王彩樺(勝)         | 陳奕、沈建宏               |
| 2011年9月11日  | 安心亞             | 唐從聖(勝)                 |
| 2011年9月18日  | 李佳穎、吳克羣(勝) | 鳳小岳、鬼鬼               |
| 2011年9月25日  | 陳曉東(勝)         | Makiyo                     |
| 2011年10月2日  | 豆花妹             | 張棟樑(勝)                 |
| 2011年10月9日  | 余秉諺、小蠻       | 黃志瑋、林又立、貝兒(勝)   |
| 2011年10月16日 | Lollipop-F         | 黑Girl(勝)                 |
| 2011年10月23日 | 路斯明、賴雅妍     | 林可彤、王傳一(勝)         |
| 2011年10月30日 | 殷琦、王尹平(勝)   | 李維維、張勛傑             |
| 2011年11月13日 | 卓文萱             | 黃靖倫、翁滋蔓(勝)         |
| 2011年11月20日 | 戴佩妮(勝)         | 張智成                     |
| 2011年11月27日 | 阿布、曾之喬       | 洪天祥、隆宸翰、涂百鋒(勝) |
| 2011年12月4日  | 柯震東(勝)         | A-Lin                      |
| 2011年12月11日 | 巧克力、陳思璇     | 羅時豐(勝)                 |
| 2011年12月18日 | 弦子、方炯鑌       | 李聖傑(勝)                 |
| 2011年12月25日 | 大嘴巴             | 自由發揮、李克勤(勝)       |

| 播出日期      | 憲憲隊(7勝)              | NONO隊(3勝)           |
| 2012年1月8日  | 馮媛甄、小甜甜(勝)       | 黃鴻升                |
| 2012年1月15日 | 澎恰恰、路斯明、丫子(勝) | 康康                  |
| 2012年2月5日  | 任賢齊(勝)               | 品冠                  |
| 2012年2月12日 | 藍正龍、毛弟(勝)         | 白梓軒 、林逸欣       |
| 2012年2月19日 | 張秀卿、蔡秋鳳           | 姚元浩 、果凍姐姐(勝) |
| 2012年3月4日  | 林若亞、瑞莎             | 宋紀妍 、陳雋曄(勝)   |
| 2012年3月11日 | 蘇永康(勝)               | 翁立友                |
| 2012年3月18日 | 小嫻(勝)                 | 蔡詩蕓、鄒承恩        |
| 2012年3月25日 | 柯有倫                   | 戴愛玲、胡夏(勝)      |
| 2012年4月1日  | 江宏恩、陳仙梅(勝)       | 王彩樺、黃妃          |

#### 憲在不准叫
於2011年7月31日推出的新單元。

#### 水中比一比
於2011年10月9日推出的新單元。

#### Power比大小
參賽者坐在2個直立的平面顯示器中間的電椅上，主持人問一道題目請參賽者比大小，2個平面顯示器各顯示1個答案，參賽者展開雙手手臂比出「大於」、「小於」或「等於」。若參賽者答錯，電椅就會通電使參賽者觸電。

#### 九九乘法表
於2011年10月30日推出的新單元。最初由主持人出題，由九九乘法表答案中的數字給參賽者答是由幾乘幾得來的，答對者再出題給下一位參賽者。出題的數字必須符合九九乘法表中二乘二至九乘九其中的數字；若不在其中，或是答題者答一乘任何數字，皆算答錯，要被噴乾冰。答错两次的参赛者会被送进“恐怖电话亭”接受惩罚。

#### 狗狗開麥拉
於2012年4月22日推出的新單元，開放寵物狗飼主帶自己養的狗來表演才藝。

### 曾國城時期

#### 魔法研究所
示範賽
台灣頂尖的魔術師 (IBM會員）粘立人、陳日昇、胡凱倫、程廣生、李佳峰（代班評審），先表演出場秀，然後在六位來賓中即時淘汰兩位，壓軸表演後，會在後台教學，第一集以師徒制度與藝人進行魔術挑戰。藝人徒弟會獨力演出一段魔術，第一集後歡迎外界報名，評審為非指導的其他教授。 如果過半數打 Pass，他/她就可以得到魔術研究所的 NT$10,000獎學金。
獎金挑戰賽
制度和示範賽類似，外界報名的魔術師，會現場表演，如果過半數打 Pass，他/她就可以得到魔術研究所的NT$10,000獎學金。
入學資格賽
外界報名的魔術師會表演魔術秀，可是，評審講評以後，會等到所有參賽者表演以後，經過後台討論後才打分數，評審會在半場表演，或評審時做糾正教學，如果不批准入學，可以向評審求情，但未必保證補選成功。
超殘酷達人PK賽
除了個人賽，兩對魔術師會在小鍾隊和城城隊以隊制PK外賽。 每位魔術師表演完畢後，26位觀眾和4位藝人也會參加投票，每票值1分，四位魔術大師的票值5分，參賽者在他們的魔術秀和投票以後才會講評。 每回合PK賽裡個人分數最低者當場淘汰，而平分的一對則會在以後重賽。大師會有中場表演和壓軸表演。

#### TEMPO倒裝句
2012年12月16日推出的新單元。結合華視的天才衝衝衝裡《給我Tempo》的倒裝句篇及中天的天才答不答裡的《說倒做到》單元。參賽者必須在給定的節奏內出題與作答 （與《給我Tempo》一樣，但不需要做指定動作），同一輪內的題目不得重複，答錯三次的人都會被淘汰，當三位玩家被淘汰，比賽宣布中止。答錯的人都會被計算“醜一”、“醜二”（以手掌打額頭為小懲罰）。到了三振出局 （但外籍參賽者可能會有更多機會），就要接受“命運青紅燈”處罰，可是，是當三位玩家被淘汰，比賽宣布中止後，才把他們一併處罰。
倒裝句題目，每次是三個字，但作答時需要把題目反過來唸，連次序從左到右輪流一次後，不會直接回到第一位參賽者，反而會從右至左反過來。 例 （從 A-D 已輪流一次後）：「倒裝句。」「句裝倒。」「開發部。」「部發開。」「黃鴻升。」「升鴻黃。」。即使答案是回文，或可能含有不雅或髒話的諧音都一定要完整答覆。

#### 挑戰百分百
2012年12月23日推出的新單元。此單元為團隊藝能挑戰賽（三戰兩勝制），有時候會跟小動物比賽。 贏的隊伍可贏得NT$10,000。如果個人PK（隊長對戰或人與動物比賽）挑戰失敗，要履行自定懲罰。
2013年3月3日推出全新版本。每集邀請的宣傳藝人必須通過製作單位所設下的各種考驗。每道關卡有秒數的獎勵，完成挑戰後所累積的秒數即為藝人發表作品的時間。

#### 明星製造所
2012年12月30日推出的新單元。此單元為模仿表演賽，第一集被挑選與明星聲音或樣子相似度特別高的素人裡，進行相似度比拼。評審認為相似度最高的，可得獎金 NT$10,000,之後歡迎外界報名。

#### 疯狂魔术师
2013年1月27日推出的新單元，先由陈日昇表演魔術，再由小鐘扮MR.GOOD GOOD借表演魔術整來賓，曾國城和劉雨柔則擔當助手。

#### 知識排排站
2013年2月3日的新單元。藝人分為兩組，每組四人，每個人手裡會分到一個牌子。每組有兩次機會為四個牌子上的內容按時間、價值、年齡、電影票房等排序，排序成功獲得一分，最後總分最高的組獲勝。

#### 反正急轉彎
2013年2月24日推出的新單元，每位來賓會在一塊有機玻璃後反寫主持人指定的字詞，但他們要反過來寫每一個字。

#### IQ百分百
2013年3月10日的新单元。此單元為6位藝人分成小鐘隊和城城隊以隊制PK，兩隊分別挑戰4道問答題目，題目內容有常識、知識、動作、動物等，每隊回答選目有「答案相同」與「答案不可重覆」兩種，輸隊需進行「二選一」的電椅懲罰關卡。

#### 大明星會客室
2013年3月17日的新單元。

#### 大明星奇幻旅程
2013年4月7日的新单元。

#### kiss向前衝
在主持人及來賓中抽出兩位，一人绑在椅子上，另一人以趴着的形式绑在會前進的机器。椅子上的人先在九宫格中選一個数字，发布了答錯会前进的距离後，主持會宣布问题。参加者會跟據要求回答相同或不同的答案，答錯就要前进，答完五題两人都没有親到对方就算赢。

## 特別節目
2008年中秋節特別節目
2008年9月14日，播映該節目與安徽衛視聯合製播的中秋節特別節目《Power星期天 天涯共此時 台北、合肥中秋之夜》，錄影日期為2008年9月7日，華視主持人為吳宗憲、柳翰雅，安徽衛視主持人為李彬、張揚果。這是華視繼《綜藝總動員》後再次以人造衛星連線方式製作節目。
2009年除夕特別節目
2009年1月25日，製播除夕特別節目《萬戶團圓除舊歲》，節目佈景與製作團隊與本節目相同，該日播出時間為晚間8點至凌晨2點，主持人為吳宗憲、郁方。單元包括〈群星拜年拿紅包〉、〈名人獻藝賀新春〉、〈天后金曲迎新春〉、〈HIGH歌大對決〉、〈原民好聲音〉、〈戲劇金曲賀牛年〉，前段以藝人模仿秀為主，後段則是眾歌手的歌唱與表演。
2009年初一特別節目
2009年1月26日，製播初一特別節目《牛轉乾坤賀新年》。單元包括〈躲貓貓對抗賽〉、〈天王天后金曲迎新春〉：前者以邀請六位名模來賓分為兩隊競賽，現場設置過去在〈案發現場〉單元中最經典的各12個疑點，在40分鐘內先找齊之隊伍獲勝；後者則邀請梁靜茹、蕭敬騰至現場獻唱賀新年。
2010年初一特別節目
2010年2月14日，製播初一特別節目《Power星期天 春節特別節目》，單元包括〈唬爆骰子樂〉等。
2011年除夕特別節目
2011年2月2日，製播除夕特別節目《Power新春總動員》，主持人為吳宗憲、曾國城、庹宗康，單元包括〈可能不可能之對不起害到你〉、〈吹牛大王〉、〈新春整人企劃〉。
華視開台40週年特別節目
2011年11月6日，製播華視開台四十週年特別節目《Power星期天 華視40週年特別企劃》，主持人為吳宗憲、曾國城，播出形式為華視主頻與華視休閒頻道聯播（兩頻道原定與華視新聞頻道聯播的《華視晚間新聞》停播一次），單元包括〈Power比一比〉、〈Power比大小〉、〈歌唱跳舞機〉、〈Power狀況劇〉。
〈Power比一比〉是重現華視綜藝節目《超級星期天》的著名單元〈超級比一比〉。
〈歌唱跳舞機〉是由「出題大來賓」李聖傑獻唱華視多部電視劇的主題曲、片頭曲或片尾曲，每個歌詞缺漏處各有四個選項給參賽者填空，參賽者站在代表正確選項的區塊才算答對，同一輪內答錯滿兩次者必須在該輪結束時被送進「恐怖電話亭」內受罰。
〈Power狀況劇〉是重現華視綜藝節目《鑽石舞台》的著名單元〈鑽石狀況劇〉，戲仿華視1993年版電視劇《包青天》，設定三道狀況（依設定順序排列：①不能說或做出頭上關鍵字，②審案中不准笑，③不得說出「你」、「我」、「他」三字），違反狀況規定者必須接受「萬斤轟頂」懲罰。
2012年除夕特別節目
2012年1月22日，製播除夕特別節目《Power新春總動員》，主持人為吳宗憲、曾國城、NONO。單元包括〈龍年比一比〉、〈龍年哼一哼〉、〈歌詞跳舞機〉、〈Power狀況劇〉、〈新春整人企劃〉。
2013年初一特別節目(1)
2013年2月10日， 製播初一特別節目《Power新春總動員》，播出時間20:00~22:00，主持人為曾國城、小鐘。單元包括〈爆笑古裝劇-後宮甄凡傳〉、〈魔法迎新春〉、〈全台關懷之旅 愛心走透透〉(外景單元)
2013年初一特別節目(2)
2013年2月10日， 製播初一特別節目《Power喜迎春》，播出時間22:00~24:00，主持人為澎恰恰、小鐘。單元包括〈金曲克漏字〉、〈全台關懷之旅 愛心走透透〉(外景單元)、〈歡唱金麥克〉

## 外部連結
- 華視《Power星期天》官方網站（页面存档备份，存于）

## 作品的變遷
| 臺灣 華視 星期日20:00 - 22:00             | 臺灣 華視 星期日20:00 - 22:00                                                                 | 臺灣 華視 星期日20:00 - 22:00                  |
| ----------------------------------------- | --------------------------------------------------------------------------------------------- | ---------------------------------------------- |
|                                           | POWER星期天 （2008.07.20 - 2013.05.26）                                                       |                                                |
| 綜藝聯合國 （2008.4.13 - 2008.7.13）      | 2013hito流行音樂獎頒獎典禮 （2013.06.02，19:00起播出） 我愛幸運七 （2013.06.09 - 2013.09.01） |                                                |
| 臺灣 TVBS-G→TVBS歡樂台 星期六20:00~22：00 |                                                                                               |                                                |
| 決戰第一名 （-2008.08.02）                | POWER星期天 （2008.08.09-2009）                                                               | 食尚玩家－來去住一晚                           |
| 臺灣 中天娛樂台 星期日22:00~00：00        |                                                                                               |                                                |
| 週日大精彩 （-2009.12.20）                | POWER星期天 （2009.12.27-2010.12）                                                            | SS小燕之夜（22:00） 沈春華 Woman Show（23:00） |

| 臺灣 華視 星期日20:00 - 22:00 | 臺灣 華視 星期日20:00 - 22:00 | 臺灣 華視 星期日20:00 - 22:00 |
| ----------------------------- | --- | ----------------------------- |
|                               | 對不起HIGH到你 （20:00-21:00） （2014年10月12日 - 2014年12月14日） POWER星期天 - 案發現場特別版 （21:00-22:00） （2014年10月12日 - 2014年12月14日） |                               |
| （待查）                      | 華視天王豬哥秀 （20:00-22:00） （2014年12月21日 - 2016年5月29日）                                                                                   |                               |